# Hylaeus hohmanni
Hylaeus hohmanni är en biart som beskrevs av Dathe 1993. Hylaeus hohmanni ingår i släktet citronbin, och familjen korttungebin. Inga underarter finns listade i Catalogue of Life.